# 생방송 모닝데이트
생방송 모닝데이트는 iTV 경인방송에서 방송되었던 아침 교양·정보 프로그램이다.

## 역사
iTV 경인방송 개국 초창기인 1997년 10월 13일에 첫방송을 시작했으며, 원래는 2부제 프로그램이었으나, 2000년 6월 19일부터 3부제 프로그램으로 변경하여 방송하다가, 2001년 6월 29일 방송을 마지막으로 폐지되었다.

## 역대 방송시간
※ 역대 방송시간은 평일 방송을 기준으로 한다.
| 방송 채널 | 방송 기간                           | 방송 시간                  |
| --------- | ----------------------------------- | -------------------------- |
| iTV       | 1997년 10월 13일 ~ 1998년 1월 2일   | 평일 아침 7:20 ~ 아침 9:00 |
| iTV       | 1998년 6월 29일 ~ 1998년 9월 4일    | 평일 아침 7:20 ~ 아침 9:00 |
| iTV       | 1998년 1월 5일 ~ 1998년 4월 17일    | 평일 아침 7:20 ~ 아침 8:50 |
| iTV       | 1998년 4월 20일 ~ 1998년 6월 26일   | 평일 아침 7:20 ~ 아침 8:30 |
| iTV       | 1998년 9월 7일 ~ 1999년 5월 21일    | 평일 아침 7:00 ~ 아침 8:50 |
| iTV       | 1999년 5월 24일 ~ 1999년 11월 12일  | 평일 아침 7:00 ~ 아침 9:00 |
| iTV       | 1999년 11월 15일 ~ 2000년 6월 16일  | 평일 아침 8:00 ~ 아침 9:30 |
| iTV       | 2000년 6월 19일 ~ 2000년 9월 22일   | 평일 아침 7:00 ~ 아침 9:20 |
| iTV       | 2000년 9월 25일 ~ 2000년 10월 27일  | 평일 아침 7:30 ~ 아침 9:00 |
| iTV       | 2000년 10월 30일 ~ 2000년 12월 29일 | 평일 아침 7:30 ~ 아침 9:20 |
| iTV       | 2001년 1월 1일 ~ 2001년 6월 29일    | 평일 아침 7:20 ~ 아침 9:20 |

## 역대 MC

### 남자
- 1997년 10월 13일 ~ 1998년 9월 15일 : 김일우
- 1998년 9월 16일 ~ 2000년 12월 29일 : 정일훈[2]
- 2001년 1월 1일 ~ 2001년 6월 29일 : 유형서

### 여자
- 1997년 10월 13일 ~ 1999년 11월 12일 : 오현정
- 1999년 11월 15일 ~ 2001년 6월 29일 : 박근혜

## 토요선택 모닝데이트
토요선택 모닝데이트는 iTV 경인방송에서 2000년 6월 24일부터 2000년 7월 8일까지 "생방송 모닝데이트"의 토요일 방송으로 매주 토요일 아침 8시 5분부터 아침 9시까지 3회 가량 방송되었던 아침 교양·정보 프로그램이다.

## 같이 보기
- 모닝와이드 (SBS)
- 생방송 오늘아침 (MBC)

## 역대 아침 정보 프로그램
| iTV 역대 아침 정보 프로그램 | iTV 역대 아침 정보 프로그램                            | iTV 역대 아침 정보 프로그램                          |
| 이전 작품                   | 작품명                                                 | 다음 작품                                            |
| --------------------------- | ------------------------------------------------------ | ---------------------------------------------------- |
| 신설                        | 생방송 모닝데이트 (1997년 10월 13일 ~ 2001년 6월 29일) | 선택! 행복한 아침 (2001년 7월 2일 ~ 2002년 11월 1일) |